# Akabira
Akabira (赤平市?, Akabira-shi) è una città che ricade sotto la giurisdizione della sottoprefettura di Sorachi. È situata nella zona centrale della prefettura di Hokkaidō, in Giappone.